# Sambucus australis
Sambucus australis, el  Saúco austral, es un arbusto o arbolito dioico, perennifolio,  de la familia Adoxaceae, nativa de América del Sur, originaria de la zona templada del Este de Sudamérica específicamente de Argentina, Uruguay, Brasil, Bolivia, y partes de Perú. Es frecuentemente confundida con la especie Sambucus nigra

## Características
Arbusto perenne, crece 2–3 m de altura, hasta 5; tallos erectos, usualmente sin ramas, en grandes grupos por un extendido y perenne sistema de rizomas subterráneos. Hojas opuestas, pinnadas, 15–30 cm de long., 5-9 folíolos con aroma fétido. Los tallos terminan en un corimbo de 10–15 cm de diámetro con numerosas flores blancas (ocasionalmente rosas). Fruto baya tóxica, negra, pequeña, globosa de 5–6 mm de diámetro.
Se cultiva como planta ornamental, por sus flores vistosas, se multiplica por semillas y estacas y su crecimiento es rápido.

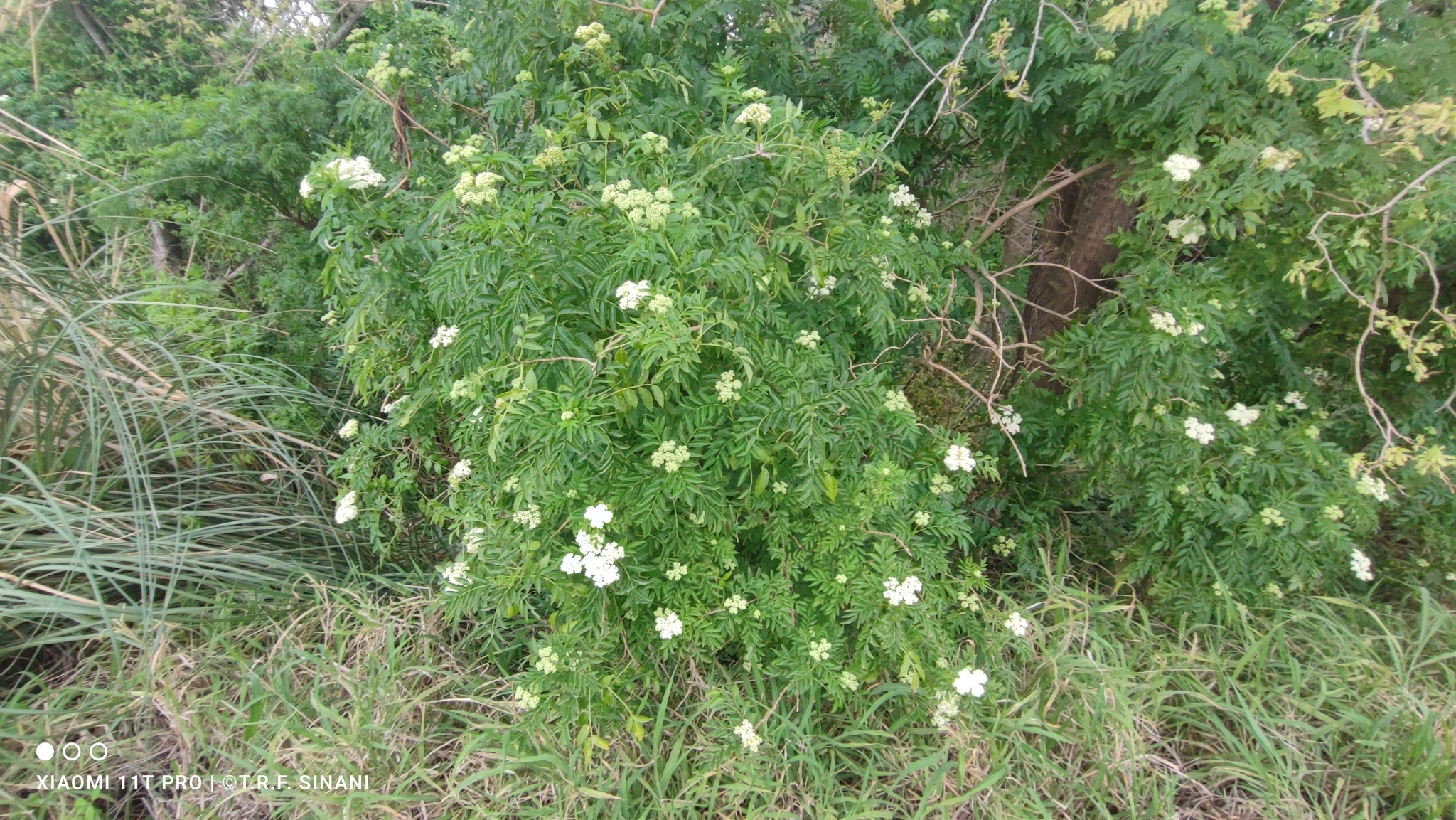
Sambucus australis en flor

## Nombre común
Actea, saúco, saúcho, yubo

## Usos

### Cosecha
De 6 a 8 meses después de plantado, en la floración.
Rendimiento:  600 a 1000 kg/ha de flores secas; 1,5 a 3 t/ha de hojas secas (Correa et al., 1991).
Posee propiedades sudoríficas, diuréticas y laxantes.. Las hojas machacadas en cataplasmas, sirven de antihemorroida y resolutiva.
Su infusión de flores, con azúcar quemada es un remedio preconizado contra la tos. También se usa en casos de rubéola, para lo cual se prepara un cocimiento de hojas de sauco a razón de un puñado, con una cucharada sopera de granos de cebada, en 5 dL de agua (Martínez Crovetto, 1981).

### Principios activos
Flavonoides (rutina, isoquercetina, eldrina), aceites esenciales, mucílagos, pectina, taninos, glicosídeos (sambunigrina), ácidos clorogénico, caféico, cítrico, málico, tartárico, alcaloides (sambucina), azúcares reductores, vitaminas A, C, colina, triterpenos, antocianosídeos (crisantemina, sambucianina).

## Taxonomía
Sambucus australis fue descrita por Cham. et Schltdl. y publicado en Linnaea 3: 140. 1828.
Etimología
Sambucus: nombre genérico que deriva de la palabra griega sambuke de un instrumento musical hecho de madera y un nombre usado por Plinio el Viejo para un árbol posiblemente relacionado con el saúco.
australis: epíteto geográfico que alude a su localización en el sur (austral).

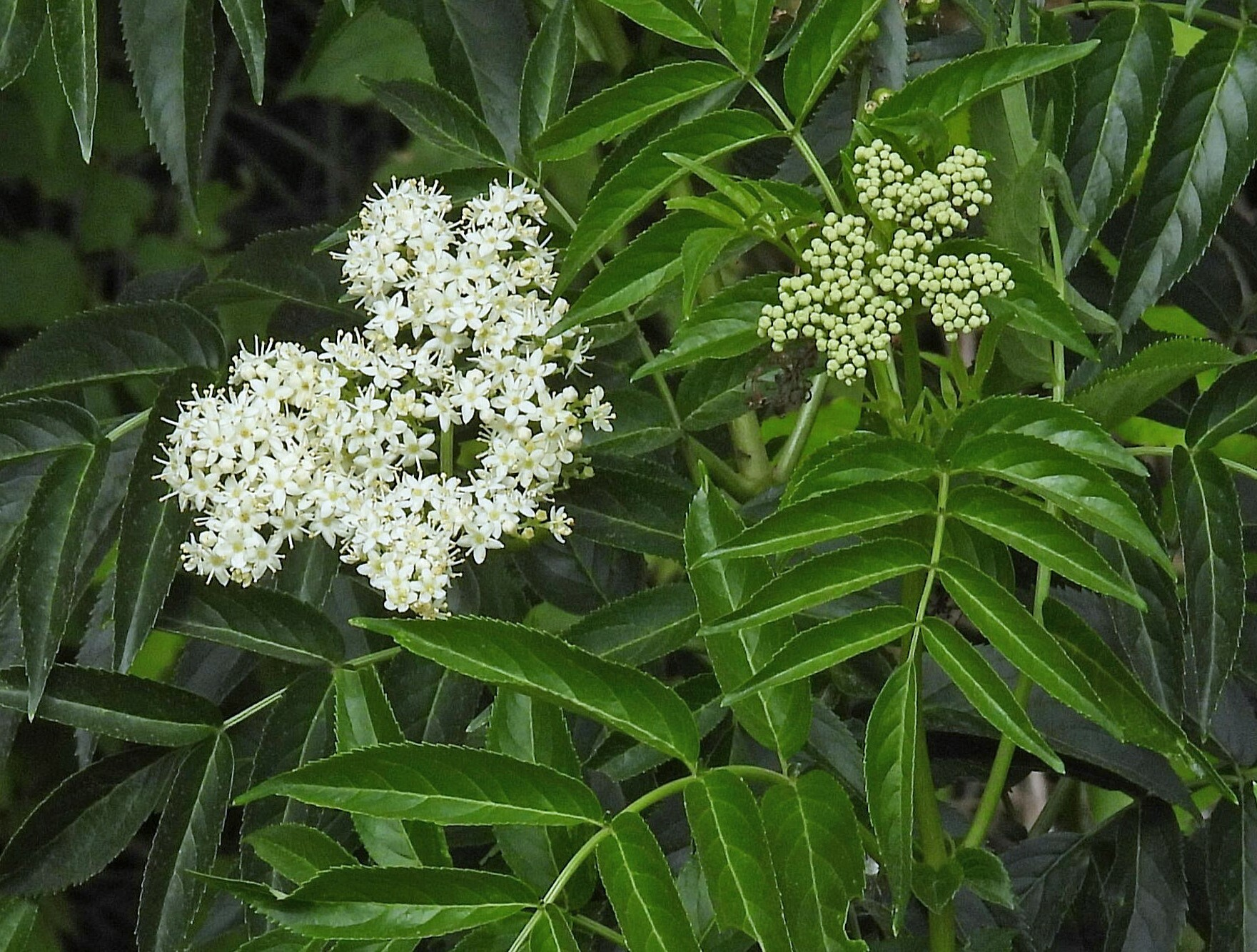
Sambucus australis, follaje e inflorescencias

sinonimia
- Sambucus pentagynia Larrañaga[5]